# Camillo Agrippa
Camillo Agrippa – włoski szermierz, architekt, inżynier i matematyk doby renesansu.

## Życiorys
Agrippa urodził się w Mediolanie, jednak żył i pracował w Rzymie. Jest najbardziej znany z zastosowania zasad geometrii w walce. W swoim Trattato Di Scientia d’Arme, con un Dialogo di Filosofia z roku 1553 zaproponował rozgległe zmiany w zasadach szermierki.
Agrippa kierował również ustawieniem obelisku na Piazza di San Pietro w Rzymie.

## Traktaty

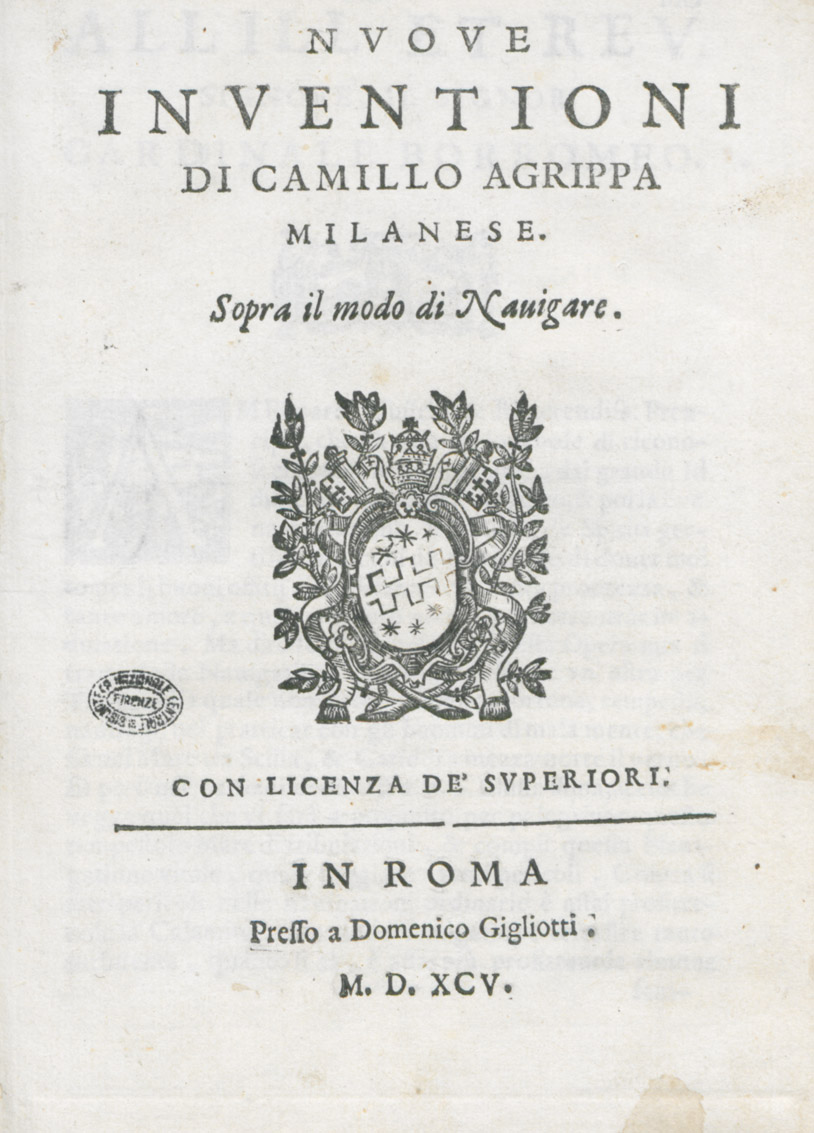
Nuove inventioni sopra il modo di navigare, 1595

- Dialogo di Camillo Agrippa milanese sopra la generatione de venti
- Nuove inventioni sopra il modo di navigare, 1595
- Trattato di trasportare la guglia in su la piazza di S. Pietro
- Trattato Di Scientia d’Arme, con un Dialogo di Filosofia
- Dialogo di Camillo Agrippa milanese del modo di mettere in battaglia presto e con facilità il popolo di qual si voglia luogo con ordinanze e battaglie diverse, 1585